# Banatki Duże
Banatki Duże – przysiółek wsi Kadłub w Polsce położony w województwie opolskim, w powiecie strzeleckim, w gminie Strzelce Opolskie.